# With Lee in Virginia
With Lee in Virginia est un film muet américain réalisé par William J. Bauman et sorti en 1913.

## Synopsis
Le début de la Guerre de sécession...

## Fiche technique
- Titre : With Lee in Virginia
- Réalisation : William J. Bauman
- Producteur : Thomas H. Ince
- Société de production : Kay-Bee Pictures
- Société de distribution : Mutual Film
- Pays d'origine :  États-Unis
- Langue : film muet avec les intertitres en français
- Format : Noir et blanc — 35 mm — 1,33:1 — Muet
- Genre : Film dramatique
- Durée : 20 minutes
- Date de sortie : 
  -  États-Unis : 4 avril 1913

## Distribution
- Francis Ford : Abraham Lincoln
- Ann Little : Ethel Blair
- Joe King : Billy Gerard
- Charles K. French : acteur inconnu
- Robert Edeson : acteur inconnu
- Ethel Grandin : acteur inconnu
- Walter Edwards : acteur inconnu